# チチェスター・シティFC
チチェスター・シティ・フットボール・クラブ（Chichester City Football Club）はイングランド･チチェスターを本拠地とするサッカークラブチームである。2021-2022シーズンはイスミアンリーグ・サウスイーストディヴィジョン（8部相当）に所属。
チチェスター・シティFCとポートフィールドFCの両クラブが2000年に合併し、現在のチーム編成となった。

## タイトル

### 国内タイトル
- なし

### 国際タイトル
- なし